# Keith Green
Keith Gordon Green, född 21 oktober 1953 i Sheepshead Bay, Brooklyn, New York, död 28 juli 1982, var en  amerikansk gospelsångare, kompositör och musiker. Förutom för sin musik, som skakade den kristna världen och musikindustrin, är Green mest känd för sin starka hängivenhet till  kristen evangelisation och utmanade andra till detsamma. Hans budskap var kontroversiellt eftersom han hade konfronterande texter med ett radikalt budskap. De flesta låtar är skrivna av Keith Green själv och/eller hans hustru Melody Green, till exempel "Your Love Broke Through", "You Put This Love In My Heart" och "Asleep In The Light". Green är också känd för ett antal populära moderna psalmer, bland annat "O Lord, You're Beautiful" och "There Is A Redeemer".
Green omkom i en flygolycka tillsammans med två av sina barn den 28 juli 1982, och lämnade efter sig hustru och ytterligare två barn.

## Diskografi
- For him who has ears to hear (1977)
- No compromise (1978)
- So you wanna go back to Egypt (1980)
- The Keith Green collection (1981)
- Songs for the shepherd (1982)
- The prodigal son (1983)
- I only want to see you there (1983)
- Jesus commands us to go (1984)